# Apareiodon davisi
Apareiodon davisi är en fiskart som beskrevs av Fowler, 1941. Apareiodon davisi ingår i släktet Apareiodon och familjen Parodontidae. Inga underarter finns listade i Catalogue of Life.